# Animal Crossing
Animal Crossing, conegut al Japó com a Dōbutsu no Mori, és una franquícia de videojocs creada per Nintendo. En formen part Animal Crossing (2001, per a Gamecube), Animal Crossing: Wild World (2005, per a Nintendo DS), Animal Crossing: Let's Go to the City (2008, per a Wii), Animal Crossing: New Leaf (2013, per a 3DS) i el més recent, Animal Crossing: New Horizons (2020, per a Nintendo Switch)

## Videojocs
El primer joc de la sèrie va ser Animal Forest, per a Nintendo 64, publicat només al Japó, on va sortir a la venda el 14 d'abril de 2001. Al desembre del mateix any Nintendo va publicar al Japó una versió millorada del joc per la GameCube: Animal Forest; que també va ser publicat als Estats Units (el 15 de setembre de 2002) i a Europa sota el nom d'Animal Crossing. El joc usa el rellotge intern de la consola GameCube per a crear un món persistent. A causa de la seva complexitat, el joc ocupa una targeta de memòria de 59 blocs sencera. En sortir a la venda, el joc incloïa de regal una targeta de memòria.
Més tard va aparèixer Animal Crossing: Wild World, per Nintendo DS, que a més funciona amb la Nintendo Wi-Fi Connection, que permet els usuaris establir contacte amb altres jugadors de tot el món. Per accedir a aquesta modalitat, caldrà parlar amb Vigilio, el guàrdia de la porta del poble.
El 2007 va ser publicat Animal Crossing: Let's Go to the City, per la Wii. Que et pots connectar amb els teus amics/amigues i comunicar-te amb ells amb veu mitjançant un aparell que venen a les botigues.
Al 2013, Animal Crossing: New Leaf, joc estrenat per a 3DS, que també pots connectar-te amb els amics, i, a més a més, pots nedar.
Al 2020 va sortir l'últim joc desde ara, Animal Crossing: New Horizons.

## Mecànica de joc
Animal Crossing ha estat descrit per Nintendo com un "joc de comunicació". Posseeix final obert i manca d'argument clar tal com s'entén en la majoria de videojocs, on un jugador pot viure una vida amb total llibertat i sense objectius específics a realitzar. No obstant això, al llarg del joc la missió principal és dur la vida del personatge, tal com el jugador desitgi: dur roba creada per ell mateix, reformar casa seva, enviar cartes als seus veïns per millorar la impressió que tenen d'ell o gastar-los bromes per aconseguir just el contrari. Pescar, caçar insectes, decorar el poble a gust del jugador talant o plantant arbres i flors, adquirir i vendre mobles i objectes diversos, desenterrar fòssils i donar-los al museu o participar en les festivitats locals són algunes de les moltes coses que es poden realitzar en aquest poble virtual.
Tot i que cada jugador té un poble totalment diferent, en realitat, els elements que hi apareixen són els mateixos però distribuïts de manera diferent: casa pròpia, ajuntament, botiga de Tom Nook/Nook's, botiga de roba, el Museu, el portal i cases dels veïns.
Hi ha gran quantitat de personatges que pots trobar a Animal Crossing. Els més destacables són: Tom Nook, Germanes Manetes, Ladino, Nocenci i Vigili, Sòcrates, Katrina i Alcatifa.